# John Ruiz
John Ruiz (ur. 4 stycznia 1972 w Methuen) – amerykański bokser pochodzenia portorykańskiego, były dwukrotny zawodowy mistrz świata organizacji WBA w kategorii ciężkiej.

## Kariera amatorska
Jako amator startował na mistrzostwach świata w Sydney (1991), gdzie dotarł do ćwierćfinału kategorii półciężkiej, pokonując kolejno Mohameda Benguesmię i Miodraga Radulovicia. W ćwierćfinale przegrał z reprezentantem ZSRR Andriejem Kurniawką. Nie zdołał zakwalifikować się do ekipy olimpijskiej rok później i zdecydował się na rozpoczęcie kariery zawodowej.

## Kariera zawodowa

### Początki
Pierwszy zawodowy pojedynek stoczył w sierpniu 1992 roku. 15 marca 1996 roku, w swojej dwudziestej ósmej walce, doznał błyskawicznej porażki w pojedynku z Davidem Tua. Bokser z Samoa znokautował go już w dziewiętnastej sekundzie pierwszej rundy.
Następnie do końca 1999 roku stoczył jedenaście zwycięskich pojedynków. Wygrał m.in. z byłym mistrzem świata IBF, Tonym Tuckerem (techniczny nokaut w jedenastej rundzie).

### Pierwszy tytuł mistrza świata WBA
W 2000 roku Ruiz został oficjalnym pretendentem WBA, jednak ówczesny mistrz świata WBA, Lennox Lewis odmówił walki z nim, ponieważ wolał zmierzyć się z silniejszym jego zdaniem pięściarzem, Michaelem Grantem. W konsekwencji WBA odebrała Brytyjczykowi tytuł, a o pas mistrzowski mieli się zmierzyć właśnie Ruiz i Evander Holyfield. 20 sierpnia 2000 roku doszło do pierwszego z trzech kolejnych pojedynków Ruiza z Holyfieldem. Ruiz przegrał na punkty po jednogłośnej decyzji sędziów. Z powodu dużych kontrowersji odnośnie do wyniku pierwszej walki, WBA nakazała obu pięściarzom zmierzyć się w pojedynku rewanżowym. Doszło do niego 3 marca 2001 roku. Tym razem lepszy okazał się Ruiz, wygrywając z rywalem na punkty. Odebrał tym samym Holyfieldowi pas mistrzowski. Jako pierwszy w historii mistrz świata w wadze ciężkiej pochodzenia latynoskiego Ruiz został w 2001 roku przyjęty przez prezydenta USA George W. Busha.
Ruiz obronił swój tytuł dwa razy. Najpierw 15 grudnia 2001 roku zremisował w trzecim kolejnym pojedynku z Holyfieldem, natomiast 27 lipca 2002 roku wygrał z Kirkem Johnsonem po tym, jak ten został zdyskwalifikowany w dziesiątej rundzie za ciosy poniżej pasa.
Tytuł mistrzowski stracił 1 marca 2003 roku, przegrywając na punkty z Royem Jonesem Jr., mimo ogromnej przewagi pod względem warunków fizycznych (aby zmierzyć się z Ruizem, Jones Jr. przeskoczył dwie kategorie wagowe).

### Drugi tytuł mistrza świata WBA
Roy Jones Jr. nie przystąpił do walki z pretendentem do tytułu Witalijem Kłyczko, dlatego też WBA, wobec wątpliwości, czy będzie on zainteresowany obroną swojego tytułu, postanowiła zorganizować pojedynek o tytuł tymczasowego mistrza świata, który następnie miałby zmierzyć się z Jonesem Jr. W pojedynku tym mieli się zmierzyć Kłyczko i Hasim Rahman, czyli pięściarze sklasyfikowani na dwóch pierwszych miejscach w rankingu WBA, jednak Kłyczko odmówił walki twierdząc, że interesuje go tylko status pełnoprawnego mistrza świata, a nie tytuł tymczasowy. Z walki wycofał się także David Tua, zajmujący trzecie miejsce w rankingu WBA. W konsekwencji z Rahmanem zmierzył się Ruiz. Do walki doszło w grudniu 2003 roku. Ruiz wygrał jednogłośną decyzją na punkty i został tymczasowym mistrzem świata WBA.
Wkrótce Ruiz stał się regularnym mistrzem świata po tym, jak Jones Jr. 20 lutego 2004 roku zrezygnował z pasa mistrzowskiego i powrócił do kategorii półciężkiej, chcąc walczyć z Antonio Tarverem. Ruiz w 2004 roku obronił tytuł dwa razy. Najpierw w kwietniu pokonał przez techniczny nokaut w jedenastej rundzie Fresa Oquendo (po raz pierwszy w historii o tytuł zawodowego mistrza świata w kategorii ciężkiej walczyło dwóch bokserów pochodzących z Portoryko). Siedem miesięcy później zmierzył się z Polakiem Andrzejem Gołotą i wygrał z nim na punkty, mimo iż dwukrotnie leżał na deskach. Wynik został przez wielu komentatorów uznany za niesprawiedliwy.
30 kwietnia 2005 roku zmierzył się z Jamesem Toneyem. Pierwotnie walka zakończyła się zwycięstwem Toneya na punkty, a Ruiz ogłosił zakończenie kariery. Jednak kilka dni później ujawniono, że podczas testu po walce w organizmie Toneya wykryto niedozwolone substancje i uznano walkę za nie odbytą (tzw. no contest), a Ruiz szybko odwołał swoją rezygnację z boksu. Jednak już w następnej walce, 17 grudnia 2005 roku, stracił swój pas mistrzowski, przegrywając decyzją większości na punkty z Nikołajem Wałujewem.

### Powrót na ring
Na ring powrócił niemal rok później, aby zmierzyć się w walce eliminacyjnej WBA z Rusłanem Czagajewem, przegrał jednak po niejednogłośnej decyzji sędziów. Kolejną walkę stoczył 13 października 2007 roku, pokonując przez techniczny nokaut w drugiej rundzie Otisa Tisdale. 8 marca 2008 roku pokonał na punkty Jameela McCline’a. 30 sierpnia tego samego roku stanął przed szansą zdobycia po raz trzeci tytułu mistrza świata WBA, po raz drugi przegrał jednak na punkty, tym razem po jednogłośnej decyzji sędziów, z Nikołajem Wałujewem.
Niecałe trzy miesiące po tej porażce wygrał przez techniczny nokaut z Adnanem Serinem po tym, jak w siódmej rundzie trener Serina poddał swojego zawodnika rzucając ręcznik na ring. Po tej walce kolejny raz stanął przed szansą zdobycia tytułu mistrza świata WBA, jednak 3 kwietnia 2010 roku przegrał przez techniczny nokaut w dziewiątej rundzie z Davidem Haye’m. Wcześniej czterokrotnie leżał na deskach (dwukrotnie w pierwszej rundzie, oraz po razie w rundzie piątej i szóstej).
26 kwietnia 2010 roku ogłosił zakończenie kariery bokserskiej.